# Helanthium
Helanthium (Benth. & Hook.f.) Engelm. ex J.G.Sm. – rodzaj jednorocznych lub wieloletnich, błotnopączkowych roślin słodkowodnych z rodziny żabieńcowatych (Alismataceae), obejmujący 3 gatunki występujące w Ameryce, od środkowych i wschodnich Stanów Zjednoczonych przez Meksyk do Argentyny, Brazylii i Paragwaju.

## Systematyka
Systematyka według Angiosperm Phylogeny Website (aktualizowany system APG III z 2009)Należy do rodziny żabieńcowatych (Alismataceae) w obrębie rzędu żabieńcowców (Alismatales) należącego do kladu jednoliściennych.
Historia badań taksonomicznychBazonimem rodzaju jest sekcja Helanthium wyodrębniona w 1883 roku w rodzaju żabieniec. Pod koniec XIX wieku sekcja ta została przeniesiona do rodzaju Echinodorus, a w 1905 wyodrębniona w osobny rodzaj. W 1955 Helanthium został ponownie włączony w rodzaj Echinodorus w randze podrodzaju. Klasyfikacja ta obowiązywała do 2007 roku, w którym na podstawie wyników badań morfologicznych i molekularnych rodzaju Echinodorus, Helanthium został ponownie wyodrębniony jako osobny rodzaj w rodzinie żabieńcowatych.
Gatunki
- Helanthium bolivianum (Rusby) Lehtonen & Myllys
- Helanthium tenellum (Mart. ex Schult.f.) J.G.Sm.
- Helanthium zombiense (Jérémie) Lehtonen & Myllys

## Zastosowanie
Rośliny z gatunku Helanthium tenellum są uprawiane jako rośliny akwariowe.